# Лука Ветори
Лука Ветори (ит. Luca Vettori; Парма, 26. април 1991) је италијански одбојкаш. Висок је 199 cm и игра на позицији коректора у Пармаређо Модени. По потреби, може да игра и примача сервиса.

## Играчка каријера

### Клупска каријера
Лука Ветори је, од 2007. до 2009. године, наступао за млађе категорије Пјаченце, да би, потом, годину дана провео у трећелигашу из родног града (Парма). Године 2010. сели се у Рим (Клуб Италија), гдје проводи наредне двије сезоне. Добре игре у друголигашким оквирима су скренуле пажњу великих клубова, па је 2012. потписао уговор са матичним клубом - Пјаченцом - са којим је освојио Куп изазивача (2012/13) и Куп Италије (2013/14), након чега се одлучио на промјену средине. Од 2014. наступа за Пармаређо Модену, са којом је, у првој сезони, успио да освоји Куп Италије (2014/15) и стигне до финала плеј-офа Серије А1.
У регуларном дијелу сезоне 2012/13. је, као резервиста у тиму Копра Елиор Пјаченце, био 71. на листи најбољих поентера (68 поена, 22 утакмице) и 90. на листи најбољих сервера (3 ас сервиса, 22 утакмице) Серије А1. У плеј-офу се успео до 32. мјеста на листи најбољих поентера (32 поена, 10 утакмица) и 23. мјеста на листи најбољих сервера (4 ас сервиса, 10 утакмица).
У регуларном дијелу сезоне 2013/14. се усталио у првој постави Копра Елиор Пјаченце, па је био 14. на листи најбољих поентера (271 поен, 22 утакмице) и 7. на листи најбољих сервера (26 ас сервиса, 22 утакмице) Серије А1. У плеј-офу се успео до 4. мјеста на листи најбољих поентера (110 поена, 7 утакмица) и 2. мјеста на листи најбољих сервера (15 ас сервиса, 7 утакмица).
У регуларном дијелу сезоне 2014/15. је, у дресу Пармаређо Модене, био 22. на листи најбољих поентера (285 поена, 24 утакмице) и 11. на листи најбољих сервера (28 ас сервиса, 24 утакмице) Серије А1. У плеј-офу се успео до 5. мјеста на листи најбољих поентера (114 поена, 8 утакмица) и 2. мјеста на листи најбољих сервера (16 ас сервиса, 8 утакмица).

### Репрезентативна каријера
Деби у плавом дресу је имао 15. јуна 2012. у Лиону, на утакмици Свјетске лиге, против САД (1:3).
Током 2013. се усталио у првом тиму, који је освојио три медаље: сребрну на Европском првенству - на ком је Ветори проглашен за најбољег нападача - и бронзане у Свјетској лиги и Великом купу шампиона.
У 2014. је, на домаћем терену, освојено 3. мјесто у Свјетској лиги, али се на Свјетском првенству даље од 13. мјеста није могло.
Година 2015. је донијела пласман на завршни турнир Свјетске лиге. Ветори је, наравно, стандардни члан прве поставе.